# Бартоло, Джейден
Джейден Камил Бартоло (англ. Jaiden Kamil Bartolo; родился 10 февраля 2006, Слау, Англия) — гибралтарский футболист, нападающий английского клуба «Уиком Уондерерс» и национальной сборной Гибралтара.

## Клубная карьера
Выступал за гибралтарский клуб «Манчестер 62». 12 февраля 2022 года дебютировал в основном составе «Манчестер 62» в матче Футбольной лиги Гибралтара против клуба «Колледж 1975», отличившись забитым мячом. Летом 2023 года перешёл в английский клуб «Уилдстон».
В 2024 году подписал контракт с «Уиком Уондерерс» из Лиги 1 Английской футбольной лиги.

## Карьера в сборной
Выступал за юношеские и молодёжные сборные Гибралтара.
26 марта 2024 года дебютировал в составе главной сборной Гибралтара в матче против сборной Литвы.